# Pediobius alaspharus
Pediobius alaspharus är en stekelart som först beskrevs av Francis Walker 1839.  Pediobius alaspharus ingår i släktet Pediobius och familjen finglanssteklar. Arten är reproducerande i Sverige. Inga underarter finns listade i Catalogue of Life.